# 기아 (영화)
기아(Sult, Hunger)는 스웨덴에서 제작된 헤닝 카슨 감독의 1966년 영화이다. 크누트 함순의 동명의 소설을 바탕으로 제작되었다. 페르 오스카르손 등이 주연으로 출연하였다.

## 출연

### 주연
- 페르 오스카르손
- 건넬 린드브롬

### 조연
- 버짓 페더스피엘
- 칼 오토센
- 헨키 콜스타드

## 제작진
- 원작자: 크누트 함순
- 미술: 에릭 아에스